# Église Saint-Pierre du Monteil-au-Vicomte
Pour les articles homonymes, voir Église Saint-Pierre.
L'église Saint-Pierre est une église catholique située au Monteil-au-Vicomte, dans le département de la Creuse, en France.

## Historique
Antoine d'Aubusson et son frère Pierre d'Aubusson, grand maître de l'ordre de Saint-Jean de Jérusalem ont fait construire au XVe siècle les chapelle latérales de l'église.
L'édifice est inscrit au titre des monuments historiques par arrêté du 1er mai 1933.